# Jeremias de Decker
Jeremias de Decker (även Dekker), född i augusti 1609 i Dordrecht, död i december 1666 i Amsterdam, var en nederländsk skald.
Dekker, som var köpman i Amsterdam, skrev bland annat epigram (Puntdichten).